# アルバロ・ベニート
アルバロ・べニート・ビジャール（Álvaro Benito Villar、1976年12月10日 - ）は、スペイン・カスティーリャ・イ・レオン州サラマンカ出身の元サッカー選手、サッカー指導者。現役時代のポジションはMF。現在はサッカー解説者として活動している。

## 経歴
レアル・アビラCFとレアル・マドリードのカンテラ出身。1995-96シーズン、当時18歳でレアル・マドリードのトップチームデビューを果たすと、デビューシーズンながら14試合に出場して2得点を挙げた。しかし、1996年に招集されていたU-21スペイン代表で左膝の靭帯を断裂する大怪我を負い、その後はその負傷が尾を引いて、キャリアは下降線を辿っていった。そして、2003年にヘタフェCFで現役を引退した。27歳での引退であった。
現役引退後はピグノイゼというロックバンドを組んで、音楽家への道に進んだ。
2015年9月からは、古巣レアル・マドリードのカンテラにて指導者業をスタートさせた。アレビンBを経て2016-17シーズンにはBチームの一歩手前であるフベニールAの監督と務めた。しかし、2019年2月にトップチームの選手のプレーに対して苦言を呈し、解任された。

## タイトル

### クラブ
レアル・マドリード
- ラ・リーガ : 1回 (1996-97)